# Литературное наследство
«Литерату́рное насле́дство» (ЛН) — непериодическое научное издание, до 1959 года — орган Отделения языка и литературы АН СССР, после 1959 года — орган Института мировой литературы им. Горького, выпускается издательством «Наука». Идея издания принадлежит Илье Самойловичу Зильберштейну.

## История
Выходит с 1931 года. К настоящему времени вышло более 100 томов. В ЛН впервые публикуются многие тексты русских писателей и поэтов, воспоминания о них, исследовательские статьи. Как правило, впервые публикуемые тексты подробно комментируются. Издание хорошо проиллюстрировано (многие фотоматериалы также публикуются впервые). В состав редакционной коллегии в разное время входили известные учёные, в том числе члены АН СССР и РАН.
Вышли тома «Литературного наследства», посвящённые Л. Н. Толстому, И. С. Тургеневу, Ф. М. Достоевскому, А. И. Герцену и Н. П. Огарёву, Ф. И. Тютчеву, И. А. Гончарову, Н. С. Лескову, И. А. Бунину, А. А. Блоку, В. Я. Брюсову, Л. Н. Андрееву, В. В. Маяковскому, А. М. Горькому, А. В. Луначарскому и др.
За 55—57 тома, которые были посвящены В. Г. Белинскому, коллектив авторов (директор ИРЛИ АН СССР (Пушкинского дома) Н. Ф. Бельчиков, директор ИМЛИ им. А. М. Горького АН СССР А. М. Еголин, один из основателей и редактор сборников «Литературное наследство» И. С. Зильберштейн, старший научный сотрудник ИРЛИ С. А. Макашин стали лауреатами премии имени В. Г. Белинского. Официальной критике за отход от идеологических установок в 1960 году подвергся том 65 («Новое о Маяковском»), после его выхода с должности главного редактора серии был вынужден уйти академик В. В. Виноградов.

## Главные редакторы
- И. К. Ситковский (Ипполит) (1931—1932)
- Л. Л. Авербах (1932—1934)
- акад. П. И. Лебедев-Полянский (1934—1948)
- член-корр. АН СССР А. М. Еголин (1948—1954)
- акад. В. В. Виноградов (1955—1960)
- член-корр. АН СССР И. И. Анисимов (1961—1966)
- член-корр. АН СССР В. Р. Щербина (1966—1988)
- член-корр. РАН Ф. Ф. Кузнецов (1989—2016)
- акад. А. Б. Куделин (с 2016)

## Редакционная коллегия
В состав редколлегии входят: к.фил.н. И. З. Белобровцева (Эстония), С. Гардзонио (Италия), Р. Дэвис (Великобритания), член-корр. РАН Н. В. Корниенко, акад. А. В. Лавров, Дж. Малмстад (США), член-корр. РАН В. В. Полонский, Д. Рицци (Италия), к.фил.н. Р. Д. Тименчик (Израиль), М. Шруба (Германия).